# Міранда Мартіно
Міра́нда Марті́но (італ. Miranda Martino; 29 жовтня 1933, Моджо-Удінезе, Італія) — італійська акторка і співачка.

## Біографія
Мартіно почала свою кар'єру співачкою у 1956 році. У 1957 році вона дебютувала на фестивалі в Неаполі, в 1959 році дебютувала на пісенному фестивалі в Сан-Ремо з піснею La vita mi ha dato solo te. У тому ж році вона отримала перший комерційний успіх з піснею Stasera tornerò, яка посіла 11 позицію в італійському хіт-параді. 1959 року знялася в першому фільмі.

## Фільмографія
- La duchessa di Santa Lucia (1959)
- Avventura al Motel (1963)
- Canzoni in... bikini (1963)
- Sedotti e bidonati (1964)
- FBI Operazione Baalbek (1965)
- Addio mamma (1967)
- Паоло Барка — вчитель початкової школи, що практикує нудизм (1975)
- Жеже Беллавіта (1979)
- Americano rosso (1991)
- Dio c'è! (1998)
- Teste di cocco (1999)